# Boerskotten
Boerskotten is een natuurgebied van circa 133 hectare, doorsneden door de A1 en gelegen ten zuidoosten van de Overijsselse plaats Oldenzaal.
Boerskotten werd in 1984 aangekocht door de vereniging Natuurmonumenten. Bij de planning en aanleg van dit traject van de A1 bij De Lutte, geopend in 1992, waren er bezwaren geuit door actievoerders en natuur- en milieuorganisaties, omdat deze snelweg dwars door het natuurgebied zou worden aangelegd. Door de bouw van een ecoduct en wildtunnels werden beide delen met elkaar verbonden. Ook zijn er verbindingen met aangrenzende natuurgebieden als De Snippert en het Duivelshof. Een gedeelte van de naaldbomen is door Natuurmonumenten vervangen door loofbomen.
Een bijzondere soort die in het gebied voorkomt is de kamsalamander. Rond 2020 kreeg het ecoduct een speciale aanpassing om ook deze kleine dieren veilig te laten oversteken.

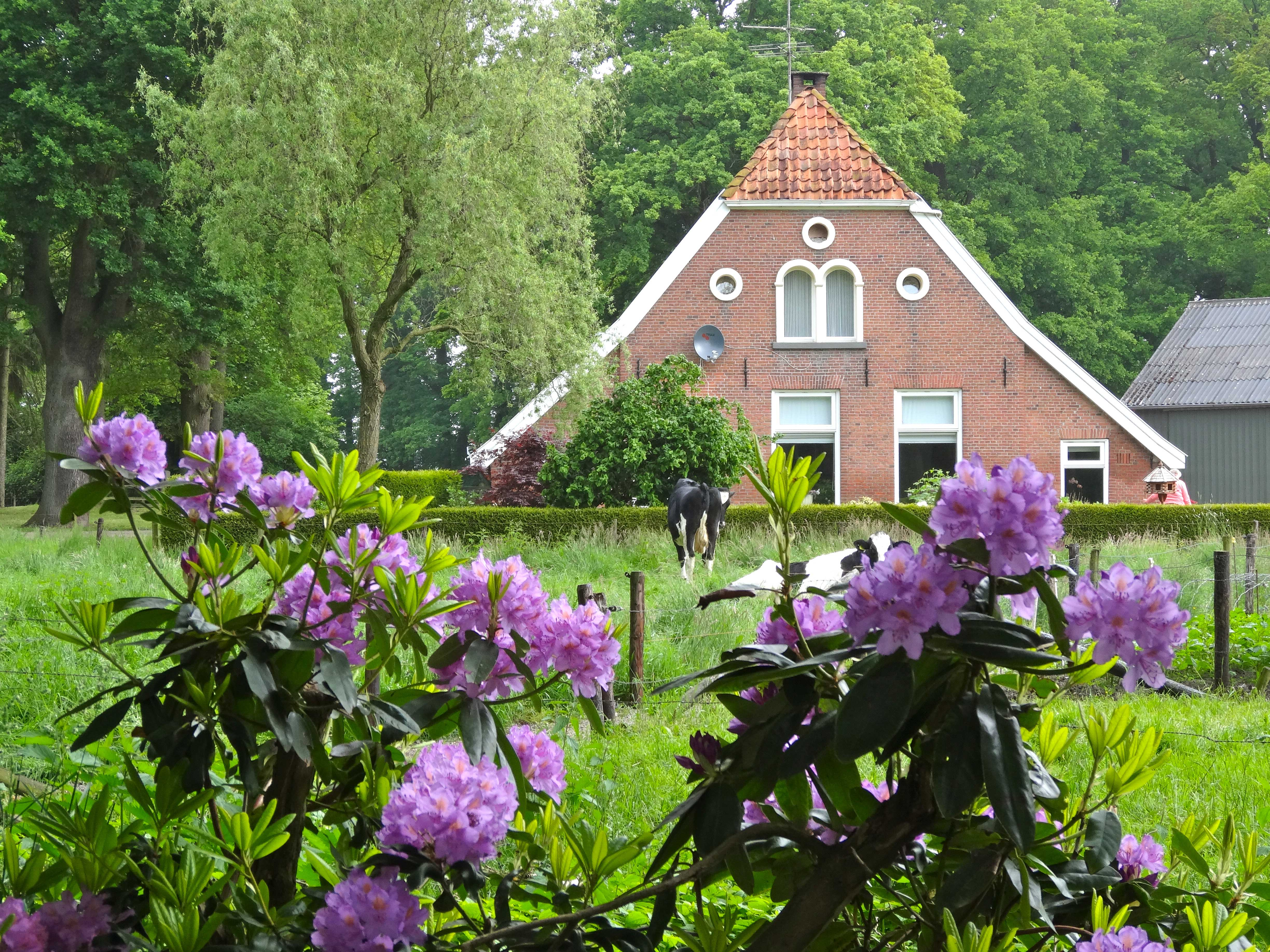
Boerderijtje in het natuurgebied Boerskotten